# Christos Zorbas
Christos Zorbas (griechisch Χρήστος Ζορμπάς) war ein griechischer Fechter.

## Erfolge
Bei den Olympischen Zwischenspielen 1906 in Athen nahm Christos Zorbas an mehreren Konkurrenzen im Fechten teil. Mit dem Florett und dem Degen schied er jeweils in den Einzelkonkurrenzen in der ersten Runde aus. Mit der Degen-Mannschaft verpasste er als Vierter einen Medaillengewinn. Mit dem Säbel erreichte er die zweite Runde des Einzels nach normalen Regeln, während er die Konkurrenz auf drei Treffer nicht beendete. Im Mannschaftswettbewerb mit dem Säbel belegte er den zweiten Rang und gewann so gemeinsam mit Ioannis Georgiadis, Triantafyllos Kordogiannis und Menelaos Sakorafos die Silbermedaille.